# Dinoderus scabricauda
Dinoderus scabricauda is een keversoort uit de familie boorkevers (Bostrichidae). De wetenschappelijke naam van de soort is voor het eerst geldig gepubliceerd in 1914 door Lesne.